# Llucena (kommun)
Lucena del Cid är en kommun i Spanien.   Den ligger i provinsen Província de Castelló och regionen Valencia, i den östra delen av landet, 290 km öster om huvudstaden Madrid. Antalet invånare är 1 484. Arean är 137 kvadratkilometer. Lucena del Cid gränsar till Atzeneta del Maestrat, L'Alcora, Argelita, Castillo de Villamalefa, Fanzara, Figueroles, Ludiente, Useras och Chodos. 
Terrängen i Lucena del Cid är lite bergig.